# Rudá pyramida (kniha)
Rudá pyramida je první díl knižní série Kronika Cartera Kanea od Ricka Riordana, v anglickém originále byla vydána v roce 2010. Kronika Cartera Kanea je třetí série fantasy knih, kterou Riordan napsal a první, která nepatří do Kronik tábora polokrevných. Česky byla Rudá pyramida vydaná v březnu roku 2012 v nakladatelství Fragment. Navazuje na ni kniha Hněv bohů.

## Děj
Sourozenci Kaneovi nevyrůstají spolu jako většina sourozenců, ale Carter žije po smrti jejich matky se svým otcem, cestuje s ním po celém světě po různých vykopávkách a jeho sestra Sadie žije u jejich prarodičů. Zpočátku se může zdát, že se sourozenci nemají rádi, a že setkání dvakrát do roka jim úplně stačí… Ale poslední jejich setkání nabere nečekaný obrat, když je otec vezme o Vánocích do muzea, kde vysloví magické zaříkadlo a věci začnou mít rychlý spád… Jejich otec se dostane do sarkofágu, zavře se nad ním země a osvobodí se několik démonů, kteří začnou sourozence Kaneovi pronásledovat a budou se je snažit zničit, aby nemohli zachránit svého otce a uzavřít je zpět do podsvětí…
S přibývajícím dějem děti zjistí, že v jejich žilách koluje pravá faraonská krev a že jsou předurčení k velkým činům…
Zda se podaří dětem svého otce zachránit a s kým se na své pouti setkají se lze dočíst na stránkách knihy Rudá pyramida…